# 原臺灣總督府專賣局臺南出張所
原臺灣總督府專賣局臺南出張所，為臺南市的市定古蹟，其曾做為臺灣總督府專賣局台南出張所和台南支局，負責煙草、酒、鹽等專賣業務。此建築於民國92年（2003年）5月13日公告為臺南市市定古蹟，以最初的名稱「臺灣總督府專賣局臺南出張所」為登錄名稱，現為臺南文化創意產業園區。

## 沿革

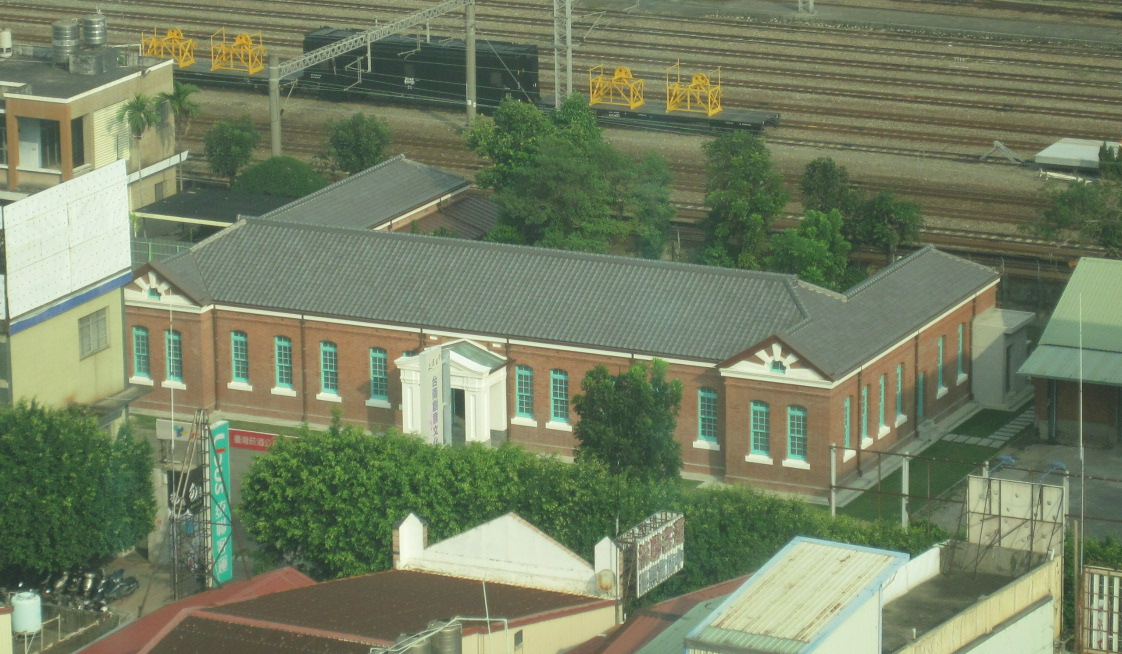
原臺灣總督府專賣局臺南支局臺南出張所

### 出張所設立
日治時期台南地區最早的專賣機關為台灣總督府於1900年4月實施食鹽專賣後所設的「台南鹽務局」，臺灣總督府專賣局於1901年6月設立後，台南鹽務局改制為「台南支局」，繼續負責食鹽專賣，並已遷至台南市鹽埕；同年12月，臺灣總督府在臺南廳及臺南郵便局廳舍內設立了「專賣局臺南出張所」，負責鴉片煙膏保管和藥品試驗事務。煙草專賣於1905年4月實施後，在臺南車站北側另設了臺南出張所，負責臺灣南部的香菸製造與經銷，且興建新廳舍（即現今的建築），其於1906年11月啟用。然而，台灣總督府於1912年5月將台南出張所廢除，將菸葉專賣改由專賣局菸草科自行管理；但由於業務範圍廣泛，專賣局無法負荷，先於1914年4月設立打狗出張所，而後又於1916年將打狗出張所廢除，改回臺南現址設臺南出張所。1942年，度量衡器納入專賣，原屬殖產局的度量衡所改隸屬專賣局，而原度量衡所台南分所則改為「臺南支局度量衡分室」。

### 升格為支局
臺灣總督府為了1922年7月的酒類專賣實施，專賣局在「臺南出張所」內設置了「台南專賣支局」，負責食鹽與酒的專賣，並將鹽埕的台南支局則改為安平支局，原支局則改為安平支局鹽埕出張所，且將鹽埕的台南製酒株式會社徵收，作為附屬的「台南造酒廠」。同年11月，統一管理台南地區的鹽與菸酒專賣事務的「台南專賣支局」設立，安平支局降為安平出張所，而負責煙草事務的臺南出張所亦因此廢止。1924年12月25日，台南專賣支局改稱「專賣局台南支局」，同時廢止所有出張所，將其改為安平分室、安順分室、鹽埕分室和灣裡倉庫。

### 台灣省公賣局台南分局
臺灣總督府專賣局在二戰中華民國政府接收後改為「台灣省專賣局」，於1947年再改為「台灣省菸酒公賣局」，臺南支局則是成為台南分局，辦理台南地區的菸酒配銷業務。由於台灣在2002年廢除專賣制度，台灣省菸酒公賣局改組為「台灣菸酒股份有限公司」，此處則改為台灣菸酒公司臺南營業處。在民國92年（2003年）結束菸酒公賣後，便閒置了一陣子。經整修後，連同周遭辦公室和倉庫作為臺南文化創意產業園區，於民國104年（2015年）6月開幕。

## 專賣事務

### 鹽
台南支局所管的鹽田如下：
- 安順鹽田：於1919年12月由台灣製鹽株式會社申請開設，1923年3月竣工。

- 鹽埕鹽田：為臺灣最早的鹽田，與其他鹽田不同的是，其製鹽工作在雨季的閒暇期間會暫停改以養魚。

- 灣裡鹽田：1906年開設，由灣裡、喜樹和鹽埕的居民共同開墾，

### 酒
酒專賣實施後，位於台南市鹽埕的「台南製酒株式會社」被徵收，從事米酒和糖蜜酒生產。

### 度量衡
度量衡分室同位於北門町，其原址現為財政部國有財產署台南分局。

## 建築特色

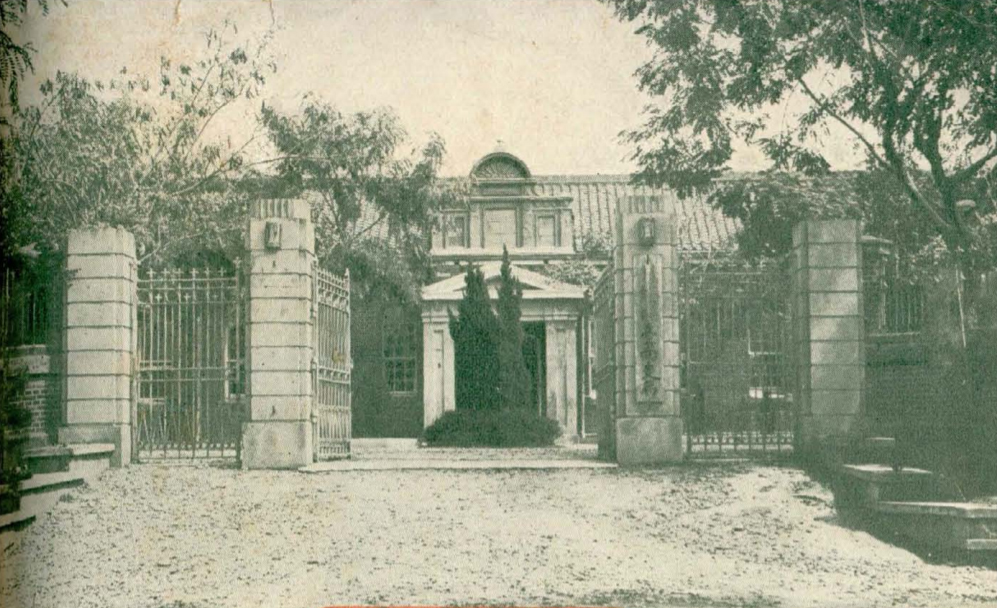
專賣局台南支局

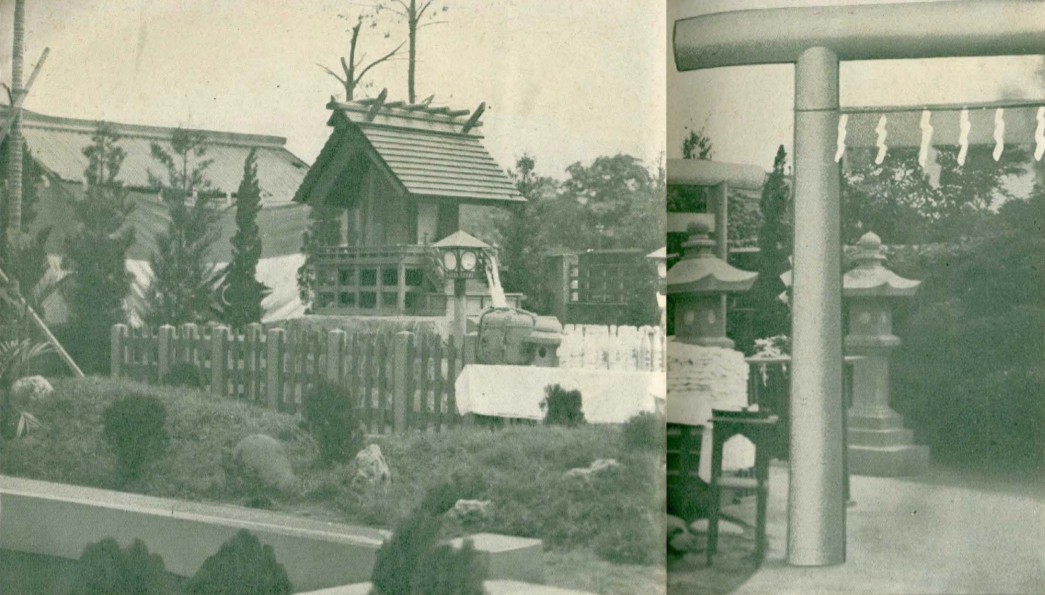
專賣局台南支局內的昌南社

此建築為日治時期專賣局之地方層級辦公室，為磚造小型廳舍之代表。建築本體呈ㄇ字型，在建築後方有日式庭園，並有「昌南社」石碑、石獅和石板。其左右勾轉處頂突出扇形并有三線條雕繪，與台北的專賣局建構相同。而在中央入口山牆上方的屋頂，原有一較複雜的開窗設計，現已不存。

## 附近
- 台南公園
- 福隆宮
- 原日本陸軍台南偕行社
- 國立成功大學
- 台南車站